# 公孫範
公孫範（生卒年不詳），東漢末期人物，公孫瓚從弟。
袁紹初欲以自身勃海太守印綬給與公孫瓚弟公孫範作為巴結，但公孫範轉為巴結公孫瓚。初平二年（191年），公孫範以勃海兵助公孫瓚率二萬人大破青、徐黃巾軍。在公孫瓚與袁紹的界橋之戰中與公孫瓚一同敗走。